# Ouaga saga
Pour plus de détails, voir Fiche technique et Distribution.
Ouaga saga est un  film burkinabé et français réalisé par Dani Kouyaté et sorti en 2004. C'est une comédie urbaine où entre une part de fantastique et qui se déroule dans la ville de Ouagadougou, au Burkina Faso, à l'époque contemporaine. Le film a reçu plusieurs récompenses dans des festivals de cinéma internationaux.

## Synopsis
Le film suit les aventures d'une bande de jeunes gens habitant un quartier démuni de Ouagadougou, au Burkina Faso, au tournant du XXIe siècle. Face au manque d'argent, chacun recourt à des expédients, astuce, débrouille, petits boulots ou petite délinquance, dans un quotidien qui emmène les uns vers le succès tandis que d'autres auront moins de chance. En attendant, tous partagent un optimisme résolu et exigeant.

## Fiche technique
- Titre : Ouaga saga
- Réalisation : Dani Kouyaté
- Scénario et dialogues : Michel Mifsud, Jean Denis Berenbaum
- Photographie : Jean-Claude Schiffrine
- Cadrage : Marc de Baker
- Son : Francis Baldos
- Décors : Papa Kouyaté
- Montage : Jean Daniel Fernandez
- Musique originale : Moctar Samba
- Script : Véronique Paris
- Direction de production : Agnès Datin
- Studios de production : PM Audiovisuel (France), Sahélis Productions (Burkina Faso)
- Pays :  Burkina Faso,  France
- Langue : français
- Date de sortie : 2004
- Durée : 85 minutes
- Format : 35 mm, couleur (fenêtre : 1,85:1)

## Distribution
- Amidou Bonsa : Bourémah
- Sébastien Bélem : Bouba
- Aguibou Sanou : Moussa
- Thomas Ouédraogo (OTH) : Kadou
- José Sorgho : Cyrille
- Yacouba Dembélé : le shérif
- Gérôme Kaboré : Pelé
- Delphine Ouattara : Mama
- Yasminh Sidibé : Faustine
- Patricia M'Bailédé : Awa

## Distinctions
Le film remporte plusieurs prix dans des festivals de cinéma internationaux, en Afrique et en Europe. En Afrique, en mars 2005, le film remporte le Prix « Graine de Baobab – Wandé » au festival Festival panafricain du cinéma et de la télévision de Ouagadougou (FESPACO) au Burkina Faso ; en juin, il remporte le Prix du meilleur acteur pour l'ensemble des acteurs du film au 26e Festival international du film de Durban en Afrique du Sud. Le film remporte également des prix en Europe : en juin 2005, il obtient le Prix du public au 14e festival international du film d'Innsbrück en Autriche, et en novembre il obtient également le Prix du public au 22e festival international du film francophone de Tübingen en Allemagne.